# Izdebno (powiat międzychodzki)
Izdebno – niewielka wieś sołecka w Polsce położona w województwie wielkopolskim, w powiecie międzychodzkim, w gminie Sieraków.

## Historia
Miejscowość pierwotnie związana była z Wielkopolską. Ma metrykę średniowieczną i istnieje co najmniej od końca XIV wieku. Wymieniona po raz pierwszy w dokumencie zapisanym po łacinie z 1393 jako „Istebna”, a w 1402 „”Hystepna, w 1422 „Gysdebno”, w 1432 „Gistepno”, a w 1449 ”Gyszdebno, Gyzdebno” .
W 1435 miejscowość była wsią szlachecką i leżała w powiecie poznańskim Korony Królestwa Polskiego. W 1508 należała do parafii Chrzypsko. W 1447 wspomniana została w dokumencie wyznaczającym granice, w którym kopiec nad jeziorem Gozimino został przysądzony dziedzinie Pakawie. Na przełomie XIII i XIV wieku wieś była własnością Parysa (Parzysza) z Istebna, a w latach 1402-22 Przecława Izdebnickiego. W 1427 sąd uznał prawomocność dokumentu przeniesienia prawa własności Izdebna na rzecz Bodzęty z Młodawska, wystawionego przez Tomasza kasztelana poznańskiego i starostę generalnego Wielkopolski. W 1435 Katarzyna żona Sędziwoja Siekowskiego kupiła od braci Jana i Grzegorza dziedziców w Młodawsku ich dziedzinę Izdebno za 250 grzywien .
W latach 1499–1580 odnotowano pobór podatków we wsi. W 1499 miejscowość znalazła się w rejestrze zaległości podatkowych. W 1508 odnotowano pobór 6 półłanków, a w 1509 pobór z 3 półłanków. W 1510 miał miejsce  pobór z 3 półłanków. W 1563 pobór od 3 łanów oraz od karczmy dorocznej. W 1577 płatnikiem poboru był Adam Słopanowski, który w 1580 płacił podatki od 3 półłanków, 3 zagrodników, jednego kolonisty oraz karczmy z niewielką rolą .
W 1580 Izdebno było wsią szlachecką położoną w powiecie poznańskim województwa poznańskiego w Rzeczypospolitej Obojga Narodów.
Po rozbiorach Polski miejscowość znalazła się w zaborze pruskim. W okresie Wielkiego Księstwa Poznańskiego (1815-1848) miejscowość należała do wsi większych w ówczesnym pruskim powiecie Międzychód w rejencji poznańskiej. Izdebno należało do okręgu sierakowskiego tego powiatu i stanowiło odrębny majątek, którego właścicielem była wówczas Stachowska. Według spisu urzędowego z 1837 roku wieś liczyła 145 mieszkańców, którzy zamieszkiwali 13 dymów (domostw).
W latach 1975–1998 miejscowość należała administracyjnie do województwa poznańskiego.

## Gospodarka
- Niewielki ośrodek usługowy
  - restauracja BAR-ON
- ośrodek typowo rolniczy:
  - "Zdrowie" Rolnicza Spółdzielnia Produkcyjna
- OSP

## Przyroda
Teren Sierakowskiego Parku Krajobrazowego. 

### Jeziora[7]
- Krzymień- największe jezioro wsi – 77,17 ha (7 lokata w gminie);
- Izdebinko (in. Izbinka)- 31,59 ha;
- Żołnierek - 11,29 ha.

## Turystyka[8]
- Pieszy szlak żółty:

Nojewo → Jez.Wielkie → Krzymień → wzg. Kaczemka → Tuchola → Sieraków → Marianowo Dąb Józef → rez. Mszar → rez. Cegliniec → Puszcza Notecka: Borowy Młyn → Kobusz → Piłka.
- Agroturystyka:
  - Gospodarstwo agroturystyczne "Wodne Siedlisko"